# رافائل مارتینز
رافائل مارتینز (انگلیسی: Rafael Martins؛ زادهٔ ۱۷ مارس ۱۹۸۹) بازیکن فوتبال اهل برزیل است که برای باشگاه پرتغالی کاسا پیا در پست مهاجم بازی می‌کند.